# Bakmil (stanice metra v Baku)
Bakmil je stanice na lince 1 a 2 metra v Baku, která se nachází na vlečce do depa Nəriman Nərimanov.

## Historie
Stanice byla otevřena 28. března 1979. Do 1. ledna 1993 se jmenovala Elektrozavod. Navrhl ji architekt Konstantin Sienčichin.
Dne 26. března 2019 proběhlo oficiální otevření stanice po rekonstrukci. Infrastruktura a fasáda stanice prošly důkladnou rekonstrukcí.